# Deng Yi
Deng Yi fut un administrateur de la province de Jing pour Liu Biao. 
Il prévint Liu Biao de ne pas établir des liens secrètement avec Yuan Shao en même temps que d’envoyer des messagers rendre hommage à Cao Cao. Cependant, Liu Biao n’écouta pas son conseil et Deng Yi démissionna de son poste, quittant du même coup Liu Biao. 
En l’an 208, Liu Biao mourut et Deng Yi, en tant que Secrétaire Provincial, reçut la responsabilité de la défense de Jiangling avec Liu Xian. Toutefois, ils offrirent la ville à Cao Cao et se soumirent lorsqu’ils eurent écho de la mort de Liu Zong. Il fut ensuite promu intendant du Palais et servit Cao Cao.

## Informations complémentaires

### Autres articles
- Trois Royaumes de Chine et Chroniques des Trois Royaumes
- Dynastie Han
- Personnalités du royaume de Wei